# Елеонора Гонзага (пояснение)
Елеонора Гонзага може да се отнася до:
- Елеонора Гонзага (1488-1512), дъщеря на Джанфранческо Гонзага и Антония дел Балцо
- Елеонора Гонзага дела Ровере (1493–1570), дъщеря на Франческо II Гонзага и Изабела д'Есте ;
- Елеонора Гонзага (1586 – 1668), извънбрачна дъщеря на Винченцо I Гонзага ;
- Елеонора Гонзага (1598-1655), дъщеря на Винченцо I Гонзага и съпруга на Фердинанд II Хабсбург ;
- Елеонора Гонзага-Невер (1630-1686) съпруга на Фердинанд III Хабсбург;
- Елеонора Луиза Гонзага (1686-1741), дъщеря на Винченцо Гонзага (херцог на Гуастала) и съпруга на Франческо Мария де Медичи ;
- Елеонора Гонзага (?-1512), дъщеря на Джанфранческо Гонзага, херцог на Сабионета;
- Елеонора Гонзага, дъщеря на Джампиетро Гонзага и съпруга на Шипионе Торели ;
- Елеонора Гонзага, дъщеря на Федерико II Гонзага, монахиня;
- Елеонора Гонзага, дъщеря на Николо Гонзага и съпруга на Франческо де Молина;
- Елеонора Гонзага (?-1545), дъщеря на Лудовико Гонзага, граф на Сабионета;
- Елеонора Гонзага (1564-1598) дъщеря на Гулиелмо III Гонзага ;
- Елеонора Мария Гонзага (?-1605) дъщеря на Федерико I Гонзага, маркиз на Луцара и съпруга на Джовани Филипо фон Тун-Хофер;
- Елеонора Гонзага (1612–1612), дъщеря на Франческо IV Гонзага ;
- Елеонора Гонзага (?-1720), дъщеря на Карло Гонзага, принц на Кастильоне
- Елеонора Гонзага (1699–1779), дъщеря на Отавио II Гонзага, принц на Весковато и съпруга на граф Карло Лудовико Колоредо .
- Елеонора Гонзага (1719–1737), дъщеря на Франческо Феранте Гонзага, принц на Весковато, и съпруга на маркиз Николо Мария Иполити от Гадзолдо.